# 林達也
林達也（はやし たつや、1964年 - ）は、日本の作曲家、ピアニスト。東京芸術大学ソルフェージュ科および作曲科准教授。

## 経歴
1964年（昭和39年）、東京都に生まれる。東京芸術大学作曲科在学中の1987年（昭和62年）に日仏現代音楽コンクールで1位、1988年（昭和63年）に笹川賞創作曲コンクール合唱曲部門で1位を受賞し、フランス政府の奨学金を得て同年からフランスに留学。パリ国立高等音楽院、エコールノルマル音楽院などで学んだのち、フランス各地で活動。
1993年（平成5年）に帰国して以降は、母校の東京芸術大学や桐朋学園大学で非常勤講師を、2003年から東京芸術大学ソルフェージュ科および作曲科の助教授（2007年より准教授）を務める。クラシックのピアニストとしても活発に演奏活動を続けている。

## 受賞歴
- 1986年(昭和61年) 笹川賞創作曲コンクール合唱曲部門2位
- 1987年(昭和62年) 笹川賞創作曲コンクール合唱曲部門2位
- 1987年(昭和62年) 日仏現代音楽コンクール1位
- 1988年(昭和63年) 笹川賞創作曲コンクール合唱曲部門1位
- 1989年(平成元年) 笹川賞創作曲コンクール合唱曲部門2位
- 1990年(平成2年) 朝日作曲賞佳作
- 1993年(平成5年) 笹川賞創作曲コンクール合唱曲部門1位

## 著書
- 『新しい和声 理論と聴感覚の統合』アルテスパブリッシング、2015

### 共著
- 『バッハ様式によるコラール技法 課題集と60の範例付』小鍛冶邦隆,山口博史共著　音楽之友社、2013
- 『楽典 音楽の基礎から和声へ』小鍛冶邦隆 監修・著, 大角欣矢, 照屋正樹, 平川加恵共著. アルテスパブリッシング, 2019.4